# Cuthbert Tunstall
Pour les articles homonymes, voir Tunstall.
Cuthbert Tunstall (ou Tonstall) (né en 1474 à Hackforth, Yorkshire – mort à Lambeth Palace le 18 novembre 1559) est un dignitaire religieux anglais, qui est deux fois évêque de Durham sous les règnes de Henri VIII, Édouard VI, Marie Ire et Élisabeth Ire. Il est en outre un diplomate et administrateur éminent, et conseille plusieurs souverains.

## Années de formation
Cuthbert Tunstall est un fils illégitime de Thomas Tunstall du château de Thurland, dans le Lancashire. Son demi-frère légitime, Brian Tunstall, est tué à la Bataille de Flodden Field en 1513. Cuthbert étudie à l’Université d'Oxford, de Cambridge et de Padoue, où il obtient le titre de docteur en droit. Il acquiert ainsi une parfaite connaissance des mathématiques, de la théologie et du droit. Il a également une grande maîtrise du grec et de l’hébreu, et son érudition lui vaut l'estime d’Érasme lui-même.
Tunstall se concilie bientôt l'amitié de William Warham, l’archevêque de Cantorbéry qui en fait son chancelier le 25 août 1511, puis le nomme recteur du séminaire de Harrow-on-the-Hill. Tunstall devient par la suite chanoine de la cathédrale de Lincoln (1514) et archidiacre de la cathédrale de Chester (1515). Le roi Henri VIII et le cardinal Wolsey le chargent de missions diplomatiques : en 1515 on l'envoie à Bruxelles en compagnie de Thomas More. C'est d'ailleurs à Bruxelles qu'il fait la connaissance d’Érasme, qui devient ainsi l'ami de ces deux érudits anglais. À l’occasion de l'élection du nouvel empereur, en 1519 le gouvernement anglais le dépêche à Cologne. Le voyage qu'il fait jusqu'à la diète de Worms (1520-21) lui permet de saisir la portée du mouvement évangélique et de prendre connaissance des écrits des réformateurs.
Tunstall obtient de nouvelles promotions, devenant Master of the Rolls en 1516 et doyen du chapitre de Salisbury en 1521. En 1522, il est nommé Évêque de Londres par décret papal, et le 25 mai 1523 est nommé Lord du sceau privé. Malgré la multiplication des responsabilités qui lui sont confiées, il parvient à maintenir le rythme de ses audiences dans son diocèse. En 1525, il négocie avec l'empereur Charles Quint à l’issue de la bataille de Pavie, et joue un rôle considérable dans la résolution de la Paix des Dames (1529).

## Évêque de Durham: les règnes d’Henri VIII et Édouard VI
Le 22 février 1530, toujours par décret papal, Tunstall prend la succession du cardinal Wolsey en tant que prince-évêque de Durham. Cette fonction confère à son détenteur l'autorité régalienne sur tout le territoire du diocèse. En 1537 il est élu président du nouveau Council of the North qui vient d'être créé. Malgré le temps qu'il lui faut consacrer à de sempiternelles négociations avec les Écossais, il parvient à maintenir un rôle actif dans ses autres mandats, assistant aux sessions du Parlement, où il discute et vote en 1539 la Loi des Six Articles.
Dans le débat sur le divorce du roi Henri, Tunstall est l'un des conseillers de la reine Catherine, mais parvient à la dissuader d’en appeler à Rome. Au cours des années troublées qui suivent, Tunstall, contrairement à ses contemporains l’évêque John Fisher et Thomas More, adopte une attitude d’obéissance passive et de consentement qui lui attire certainement la réprobation de ses amis. Comme la plupart des hommes d'église de son temps, il possède tout autant une formation de haut fonctionnaire que d’homme de Dieu. Cette double compétence dicte son comportement lorsque ces deux fonctions entrent en conflit : alors que Tunstall est un catholique très attaché au dogme et aux rites de son Église, il accepte, après quelques hésitations, de reconnaître le roi Henri comme chef de l’Église d'Angleterre, et défend publiquement ce point de vue, devenant schismatique aux yeux de Rome.
Tunstall désapprouve la politique religieuse des conseillers du roi Édouard VI, et vote contre le premier Act of Uniformity en 1549. Pourtant, il continue d’assurer ses charges publiques sans relâche, en espérant qu’il pourrait convaincre le comte de Warwick d’inverser la politique anti-catholique du duc de Somerset ; c’est peine perdue : à la chute du duc de Somerset en mai 1551, Tunstall est rappelé à Londres et assigné à résidence. Il compose au cours de sa captivité un traité sur l’eucharistie, qui est publié à Paris en 1554. À la fin de 1551 il est conduit à la Tour de Londres, et on dépose un projet de loi pour le destituer auprès de la Chambre des Communes. Cette manœuvre ayant échoué, il est jugé par une commission d'enquête les 4-5 octobre 1552, et déchu de son évêché.

## Les règnes de Marie et d’Élisabeth
Tunstall recouvre la liberté lors de l'accession au trône de la princesse Marie en 1553. Son évêché, qui a été dissout par le Parlement en mars 1553, est rétabli par un nouveau vote en avril 1554. Tunstall, désormais octogénaire, reprend en main le diocèse de Durham. Il maintient sa politique conciliante de naguère, se refusant à persécuter les Protestants. Tout au long du règne de la reine Marie, il préserve la paix dans la région.
Mais lorsque Élisabeth Ire monte à son tour sur le trône, Tunstall refuse de prêter serment, et refuse en outre d'assister à l'investiture du Protestant Matthew Parker en tant qu’archevêque de Cantorbéry. Il est arrêté, déchu de son diocèse en septembre 1559, et devient le prisonnier de Parker à Lambeth Palace, où il meurt en l'espace de quelques semaines. C'est l'un des onze évêques morts en détention sous le règne d’Élisabeth.
L’historien anglican Albert Pollard écrit à son sujet :
« La longue vie de Tunstall, quatre-vingt-cinq ans dont trente-sept où il fut évêque, est l'une des plus cohérentes et des plus honorables du XVIe siècle. L'étendue des bouleversements religieux survenus sous le règne d’Édouard VI l'avaient amené à renoncer à sa foi en la suprématie royale mais il refusa de changer de nouveau ses prises de position sous le règne d’Élisabeth. »
— A. F. Pollard, Henry VIII

## Œuvres
1. De arte supputandi libri quattuor (1522)

Cet ouvrage, largement inspiré de la Summa de Arithmetica de Luca Pacioli, fut le premier livre de mathématiques imprimé en Angleterre.
1. Confutatio cavillationum quibus SS. Eucharistiae Sacramentum ab impiis Caphernaitis impeti solet (Paris, 1552)
2. De veritate corporis et sanguinis domini nostri Jesu Christi in eucharistia (Paris, 1554)
3. Compendium in decem libros ethicorum Aristotelis (Paris, 1554)
4. Certaine godly and devout prayers made in Latin by C. Tunstall and translated into Englishe by Thomas Paynelle, Clerke (London, 1558).
5. La correspondance de Tunstall en tant que président du Council of the North est consultable à la British Library.